# …There and Then
Albums de Oasis
Live by the Sea
(1995) Familiar to Millions
(2000)
…There and Then est un film mixant des prestations du groupe Oasis lors du (What's the Story) Morning Glory? tour. Il comporte des extraits des concerts aux stade Maine Road (Manchester) le 28 avril 1996, et à Earls Court (Londres) les 4 et 5 novembre 1995.
D'abord sortie en VHS le 14 octobre 1996, puis en DVD le 3 décembre 1998, et ré-édité en DVD le 29 juillet 2002 (avec des enregistrements live bonus, ainsi que des vidéos promotionnelles de Roll With It et Acquiesce (et du son 5.1).

## Liste des chansons
Toutes les chansons furent écrites par Noel Gallagher, sauf I Am the Walrus et Cum On Feel the Noize.
1. Programme Start
2. The Swamp Song - 4:24
3. Acquiesce - 4:30
4. Supersonic - 4:32
5. Hello - 3:21
6. Some Might Say - 5:28
7. Roll With It - 3:58
8. Morning Glory (Acoustic) - 5:03
9. Round Are Way - 5:42
10. Cigarettes and Alcohol - 4:50
11. Champagne Supernova - 7:31
12. Cast No Shadow - 4:51
13. Wonderwall - 4:20
14. The Masterplan - 5:22
15. Don't Look Back in Anger - 4:48
16. Live Forever - 4:38
17. I Am the Walrus (Lennon/McCartney); avec les The Bootleg Beatles - 6:30
18. Cum On Feel the Noize (Holder/Lea) - 5:00

- Les pistes 2, 3, 6, 7, 9, 12, 13, 14, 15, 16 et 18 furent enregistrées au Maine Road stadium (Manchester), le 28 avril 1996.
- Les pistes 4, 5, 8, 10 et 11 furent enregistrées à Earls Court (Londres), le 4 novembre 1995.
- La piste 17 fut enregistrée à Earls Court (Londres), le 5 novembre 1995.

Les premières VHS comprenaient un CD exclusif de 3 titres live : 
- Wonderwall (Acoustic) ; enregistrée à Earl's court (Londres) le 4 novembre 1995
- Cigarettes & Alcohol ; enregistrée à Maine Road (Manchester) le 28 avril 1996
- Champagne Supernova (avec John Squire de The Stone Roses) ; enregistrés à Knebworth Park Stevenage) le (11 août 1996.

Wonderwall et Champagne Supernova furent également incluses en tant que morceaux bonus sur le DVD …There And Then.

## Personnel
- Liam Gallagher - chant
- Noel Gallagher - guitare solo, chant
- Paul Arthurs - guitare rythmique, piano
- Paul McGuigan - guitare basse
- Alan White - batterie, percussions

## référence
1. ↑  (en) …There and Then review, Wilson Neate, AllMusic.